# Rhinomiridius
Rhinomiridius is een geslacht van wantsen uit de familie van de Miridae (Blindwantsen). Het geslacht werd voor het eerst wetenschappelijk beschreven door Karl Alfred Poppius in 1909.

## Soorten
Het genus is monotypisch en bevat alleen de volgende soort:

- Rhinomiridius bioculatus Girault, 1934